# Condado de Trípoli
O Condado de Trípoli foi o último dos quatro principais estados cruzados no Levante a ser criado. Localizava-se em territórios que actualmente pertencem à Síria e ao Líbano, tinha a sua capital em Trípoli, e duas das suas cidades mais importantes eram Safita e Tartus.
A população franca do condado era constituída principalmente por cruzados originários do centro da França e da Itália. Dos estados latinos do oriente, este era o único onde se falava a langue d'Oc, contrariamente aos outros, onde se falava a langue d'oïl, pelo que a dominação dos normandos de Antioquia foi mal aceite. O século XIII seria mesmo semeado de intrigas, revoltas e assassinatos. Um senhor de Gibelê, vassalo do condado chegou a ofender o seu suserano às portas de Trípoli.

## Fundação

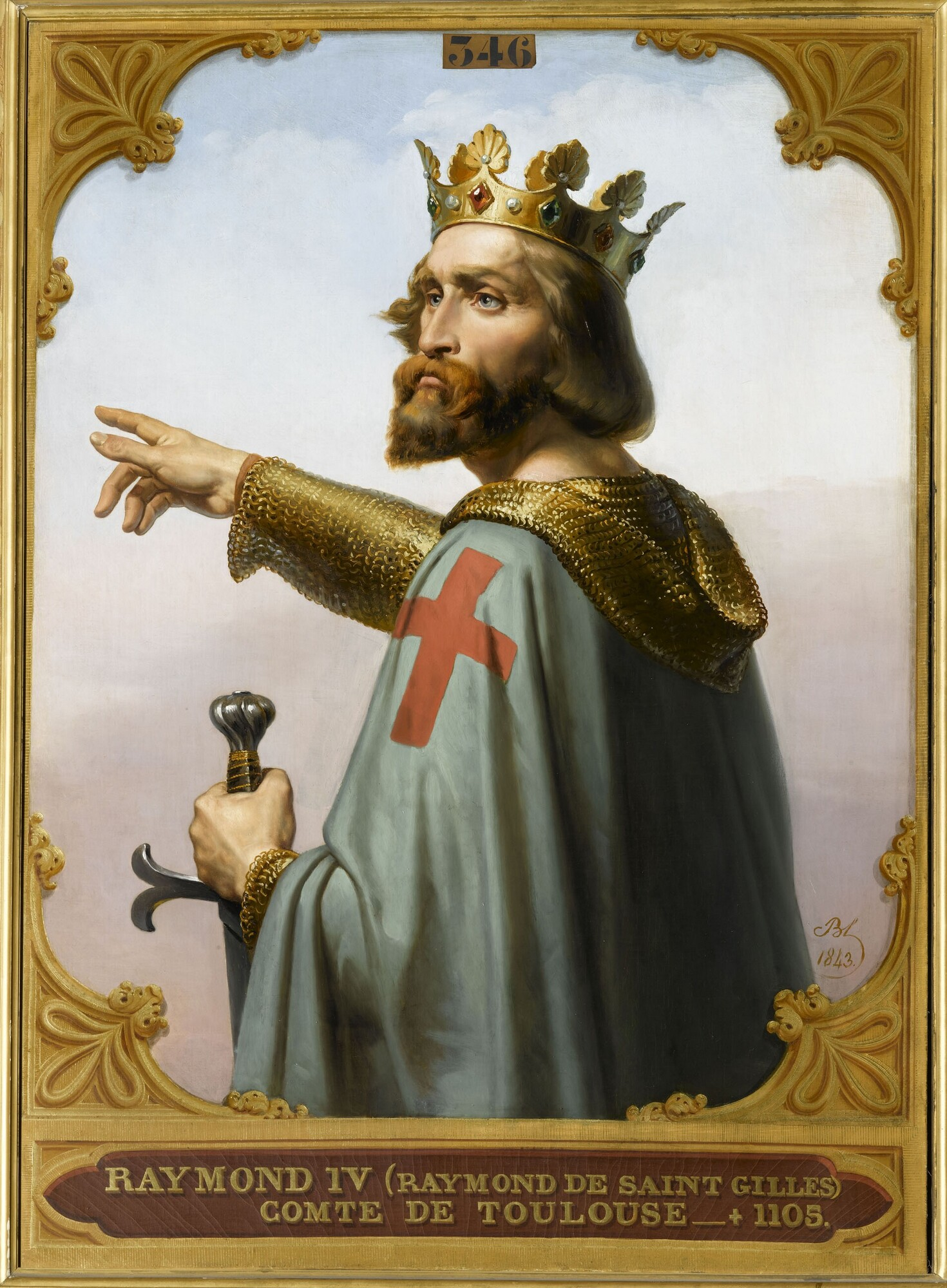
Pintura de Raimundo IV de Toulouse por Merry-Joseph Blondel, c.1840.

O condado foi fundado em 1102, quando Raimundo IV de Toulouse, um dos líderes da Primeira Cruzada, iniciou uma demorada guerra contra os emires de Trípoli, teoricamente vassalos dos califas fatímidas de Cairo. Nesse ano tomou a fortaleza de Tartous e gradualmente foi tomando a maioria dos seus territórios.
Tentou, sem sucesso, conquistar Homs, nas margens do rio Orontes, uma cidadela cuja posse permitiria uma resistência mais prolongada. Iniciou o cerco a Trípoli em 1104, mas a cidade resistiu ainda vários anos, abastecida por mar pelos egípcios.
Raimundo morreu em 1105, sendo sucedido no Condado de Tolosa pelo seu filho Bertrando de Toulouse, que já era regente desde a partida do pai para a Terra Santa. No Condado de Trípoli foi sucedido pelo seu primo Guilherme-Jordão da Cerdanha, que cercou a cidade por mais quatro anos. Em 1109 Bertrando chegou ao Oriente para assumir este domínio, deixando ao seu meio-irmão Afonso-Jordão de Toulouse o condado francês.
Bertrando e Guilherme-Jordão, com a mediação do rei Balduíno I de Jerusalém, acabaram por acordar em cada um manter o controlo das suas próprias conquistas. Bertrando lucrou mais com este acordo quando capturou Trípoli pouco depois. Quando Guilherme-Jordão foi assassinado, alguns meses mais tarde, Bertrando tornou-se no único governante do condado.

## Vassalagem ao Reino de Jerusalém
O Condado de Trípoli prestava vassalagem ao Reino de Jerusalém, e tal como neste, foram estabelecidos os cargos de senescal, condestável, marechal, mordomo, camareiro e chanceler.
Os cavaleiros da Ordem do Hospital obtiveram em 1142 um importante castelo autónomo neste território, chamado Fortaleza dos Cavaleiros, senhorio vassalo de Trípoli.
Enquanto a Ordem do Templo obtinha para si o Castelo de Tortosa.

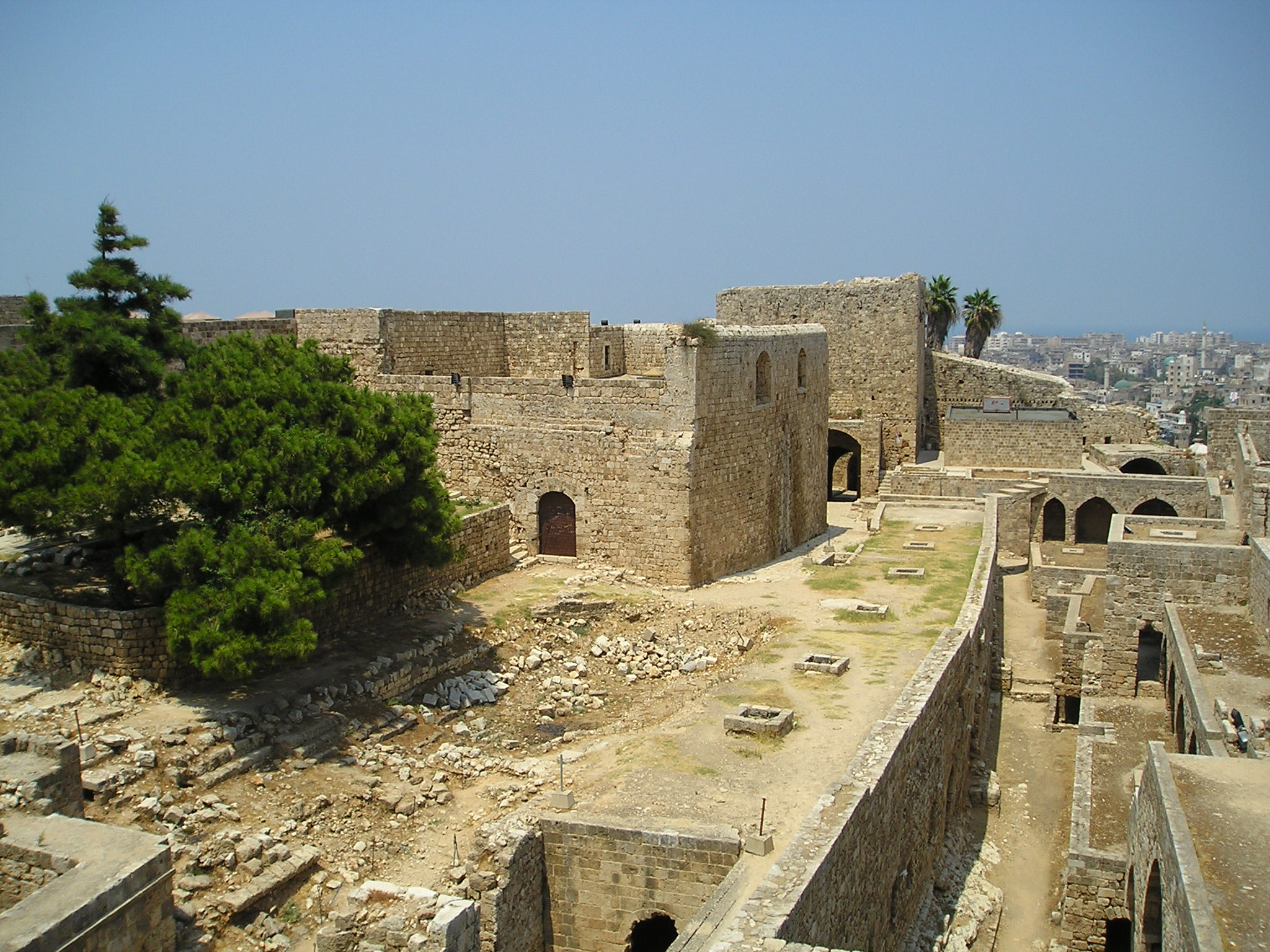
Cidadela de Raimundo de Saint-Gilles em Trípoli, no Líbano

O conde Raimundo III de Trípoli foi uma figura importante da história de Jerusalém a sul, devido à estreita relação que tinha com os seus reis, sendo neto de Balduíno II de Jerusalém, e à sua posição como Príncipe da Galileia através da sua esposa. Foi regente deste reino em duas ocasiões, primeiro em nome do jovem Balduíno IV de Jerusalém, de 1174 a 1177, e depois em nome de Balduíno V de Jerusalém, de 1185 a 1186.
Também liderou os nobres locais contra a influente família Courtenay de Balduíno IV, e dos cavaleiros templários Guido de Lusignan e Reinaldo de Châtillon. Defendeu um tratado de paz com Saladino, no que foi recusado pelos restantes cruzados. Ironicamente, foi o cerco de Saladino à esposa de Raimundo em Tiberíades que levou o exército cruzado à sua derrota na batalha de Hatim em 1187, e apesar de Raimundo sobreviver a esta, morreu pouco depois.
O condado conseguiu resistir ao ímpeto conquistador de Saladino, e passou para Boemundo, o segundo filho de Boemundo III de Antioquia. Com a morte de Boemundo III em 1201, Trípoli fez parte de uma união pessoal com o Principado de Antioquia por quase três anos (1216-1219), até à queda deste último frente aos mamelucos em 1268. Trípoli sobreviveu apenas mais alguns anos.

## Queda do condado
A morte do impopular conde Boemundo VII de Trípoli em 1287 levou a uma disputa entre a herdeira, a sua irmã Lúcia de Trípoli, com a comuna da cidade, que se colocou sob a protecção de Génova.
Lúcia acabou por chegar a um acordo com os genoveses e a comuna, o que desagradou a Veneza e ao ambicioso Bartolomeu Embriaco, o governante genovês da cidade. Este pediu ajuda ao sultão mameluco Qala'un, que cercou a cidade em Fevereiro de 1289 e a capturou a 27 de abril, dissolvendo o condado.

## Condes de Trípoli (1102-1289)

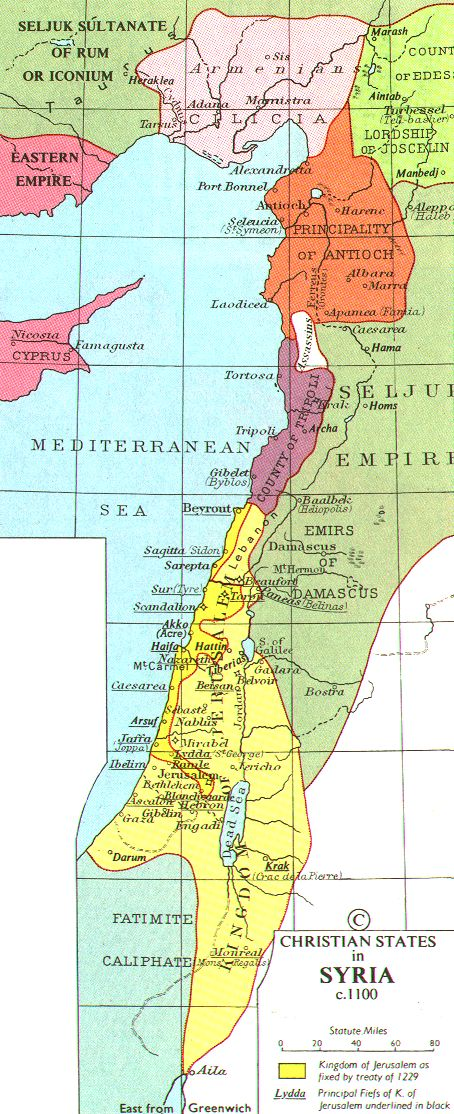
Mapa político dos estados cruzados a cerca de 1100.

### Casa de Toulouse
- 1102-1105 - Raimundo IV de Toulouse
- 1105-1110 - Guilherme-Jordão da Cerdanha, primo de Raimundo IV de Toulouse
- 1109-1112 - Bertrando de Toulouse, filho de Raimundo IV de Toulouse
- 1112-1137 - Pôncio de Trípoli, filho de Bertrando de Toulouse
- 1137-1152 - Raimundo II de Trípoli, filho de Pôncio de Trípoli
- 1152-1187 - Raimundo III de Trípoli, filho de Raimundo II de Trípoli
  - 1164-1173 - Amalrico I de Jerusalém (regente)

### Casa de Antioquia-Poitiers
- 1187-1189 - Raimundo IV de Trípoli, filho de Boemundo III de Antioquia
- 1189-1233 - Boemundo IV de Antioquia o Zarolho, também príncipe de Antioquia (1201-1216 e 1219-1233), filho de Boemundo III de Antioquia
- 1233-1251 - Boemundo V de Antioquia, também príncipe de Antioquia, filho de Boemundo IV de Antioquia
- 1251-1275 - Boemundo VI de Antioquia o Belo, também príncipe de Antioquia de facto (1251-1268) e depois apenas titular (1268-1275), filho de Boemundo V de Antioquia
- 1275-1287 - Boemundo VII de Trípoli, também príncipe de Antioquia, filho de Boemundo VI de Antioquia
- 1287-1289 - Lúcia de Trípoli, filha de Boemundo VI de Antioquia

## Condes titulares de Trípoli
Com o principado perdido para os mamelucos, o título passou a ser apenas nominal.
- 1289-1299 - Lúcia de Trípoli
- 1299-1300 - Filipe de Toucy, filho de Lúcia de Trípoli

Do mesmo modo que com o Principado de Antioquia, o título passou para os reis de Chipre e Jerusalém, e por vezes foi atribuído como uma honra aos membros mais jovens dessa casa real ou a senhores cipriotas.
- 1345-1359 - Pedro I de Chipre, filho de Hugo IV de Chipre
- 1359-1369 - Pedro II de Chipre, filho de Pedro I de Chipre
- 1372-1396 - Jacques de Lusignan, primo de Pedro II de Chipre
- 1396-c.1432 - João de Lusignan, filho de Jaime de Lusignan
- c.1432-1451 - Pedro de Lusignan, irmão de João de Lusignan, regente de Chipre
- 1469-1473 - João Tafures, nobre catalão
- João de Nores, nobre cipriota, comprou o título de conde de Trípoli à República de Veneza em 1490
- Luís de Nores, filho de João de Nores
- Jaime de Nores, filho de Luís de Nores
- Alvise de Nores, primo de Jaime de Nores, abandona o título a c.1586